# Франкленд, Эдуард
Эдуард Фра́нкленд (англ. Edward Frankland; 18 января 1825 — 9 августа 1899) — английский химик. 
Член Лондонского королевского общества (1853), иностранный член-корреспондент Петербургской академии наук (1876), иностранный член Парижской академии наук (1895; корреспондент с 1866). 

## Биография
Эдуард Франкленд родился 18 января 1825 года в Ланкастере, Англия. После окончания школы работал шесть лет учеником аптекаря. В 1845 году стал ассистентом в химической лаборатории British Geological Survey в Лондоне. Лабораторией руководил Леон Плейфер, ученик Юстуса Либиха.
Летом 1847 года Франкленд посетил Германию и общался с некоторыми знакомыми Плейфера, в частности, с Робертом Бунзеном.

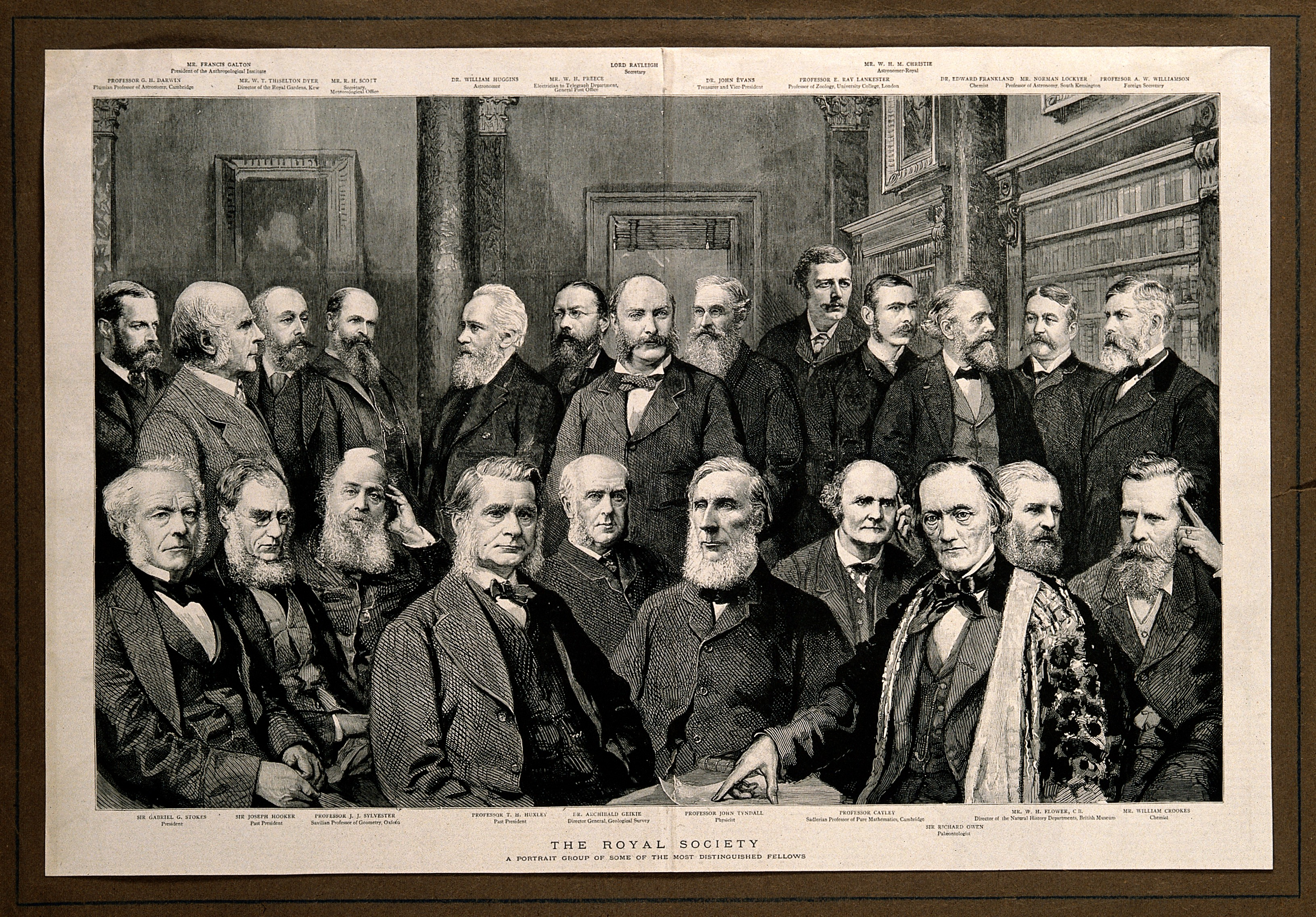
Франкленд (верхний ряд, третий справа) среди коллег

В августе 1847 года Франкленд занял должность учителя естествознания в школе Хэмпшира, но следующим летом решил вернуться в Германию и стать студентом Марбургского университета. Роберт Бунзен был влиятельнейшим преподавателем в Марбурге в это время и бунзеновская репутация была крайне привлекательна для Франкленда.
На следующий год Франкленд принял приглашение перебраться в лабораторию Юстуса Либиха в Гессене. К этому времени Франкленд имел уже собственное поле исследований и опубликовал ряд оригинальных исследований по химии.
В январе 1850 года Леон Плейфер решил уйти в отставку с должности профессора в Putney College of Civil Engineering в Лондоне и устроил Франкленда своим преемником. Таким образом Франкленд резко закончил своё обучение в Германии и вернулся, чтобы занять место Плейфера в Англии.
Годом позже Франкленд стал профессором химии в новом учебном заведении, сейчас известном как университет Манчестера.
В 1857 году он стал лектором по химии в Госпитале Святого Варфоломея, в Лондоне, и в 1863 году — профессором химии в Лондонском Королевском институте. Два десятка лет Франкленд также преподавал в Горной Королевской школе (англ. Royal School of Mines) в Лондоне.
Эдуард Франкленд умер на каникулах в Норвегии, но похоронен у себя дома, Reigate, Surrey.
Его сын, Перси Франкленд, также был выдающимся химиком и членом Лондонского королевского общества (1891).

## Награды и признание
Эдуард Франкленд был избран членом Лондонского королевского общества в 1853 году; получил Королевскую медаль в 1857 году и медаль Копли в 1894 году. Читал Бейкеровскую лекцию в 1859 году. Он был произведён в Рыцари Командоры Ордена Бани в 1897 году.

## Научная работа
Эдуард Франкленд является основоположником теории валентности и органометаллической химии.
Он занимался проблемами загрязнения и очистки воды (в связи с водоснабжением Лондона).
Вместе с Локьером (одновременно с французским астрономом П. Жансеном) является первооткрывателем линий гелия в спектре Солнца (1868).